# Trovante
Trovante war eine portugiesische Folk/Pop-Band. Sie gilt seit 1992 als aufgelöst, tritt aber zu besonderen Anlässen gelegentlich noch auf.

## Geschichte

### 1976–1981
Die beiden Brüder Represas gründeten 1976, mit einigen Freunden, die Band. Den Namen entlehnten sie den Begriffen des Trobador und der kommunistischen Parteizeitung Avante!, während ihre musikalischen Einflüsse gleichermaßen aus der zeitgenössischen Pop/Rock-Musik des angelsächsischen Sprachraums und der traditionellen portugiesischen Musik kamen. Sie orientierten sich damit auch am Werk der portugiesischen Widersstandssänger seit Mitte der 1960er Jahre. Die Gruppe stand der PCP nahe, der kommunistischen Partei Portugals. Ihren ersten Auftritt hatten sie 1976, auf der Festa do Avante!, und noch im gleichen Jahr nahmen sie ihr erstes, 1977 erschienenes Album Chão Nosso (dt.: Unser Boden) auf. In den tiefgreifenden gesellschaftlichen Umbrüchen nach der Nelkenrevolution 1974 erlangte die Gruppe eine wachsende Popularität. Auch international trat die Band auf, darunter auf Initiative der PCP bei Festivals in Blagoewgrad (Bulgarien 1977), Sokolov (CSSR 1978), und beim 11. Jugend- und Studentenfestival von Havanna (Kuba 1978). 1978 traten Trovante beim Festival des politischen Liedes in Ost-Berlin auf.
Auf den folgenden Singles und ihrem zweiten Album (Em Nome da Vida, dt.: Im Namen des Lebens) arbeitete die Gruppe bei Komposition und Arrangement mit Musikern wie José Afonso, Adriano Correia de Oliveira oder Fausto Bordalo Dias (Fausto). Ab 1979 bemühte sich die Gruppe, sich über das PCP-affine Publikum hinaus zu entwickeln. Dazu gehörten veränderte Lied-Kompositionen, aber auch Musikunterricht im renommierten Jazzklub Hot Clube de Portugal. Das sichtbarste Zeichen ihres Wandels war das 1981 erschienene Album Baile no Bosque (dt. etwa: Tanz im Unterholz), auf dem die Texte keine offen politischen Themen mehr behandelten. Das Album erschien im losbrechenden Boom do Rock Português, einer Zeit des erwachten Interesses an portugiesischsprachigen Bands, die zu der Zeit zahlreich in die Öffentlichkeit traten.

### 1981–1999
Auch wenn die Band musikalisch nicht dem Boom zuzuordnen war, so wurde ihr Album 1981 dennoch ein großer kommerzieller Erfolg. Ihre Musik, die inzwischen auch Einflüsse aus Jazz, Progressive Rock und der Música Popular Brasileira aufwies, wurde in der Folge sehr populär. So erreichte ihr Album 84 im Jahr 1984 Goldstatus, und sie gaben im Juli des Jahres an zwei aufeinanderfolgenden Tagen ausverkaufte Konzerte im Coliseu dos Recreios in Lissabon, dem ein ausverkauftes Konzert im Teatro Rivoli in Porto folgte. Ihr 1988 vor 8.000 Zuschauern aufgenommenes Live-Album Ao Vivo no Campo Pequeno (dt.: Live im Campo Pequeno) erreichte Platin-Status. 1990 erschien mit Um Destes Dias (dt.: Einer dieser Tage) ihr letztes Album mit neuen Liedern. Darunter war mit der Single Timor das Stück, das als inoffizielle Hymne der breiten portugiesischen Protestbewegung in den 1990er Jahren für die Unabhängigkeit Osttimors galt.
Die Band zeigte danach Anzeichen von kreativer Erschöpfung und trat immer seltener in Erscheinung. Seit 1992 galten Trovante als aufgelöst. João Gil wurde mit weiteren Projekten wie Moby Dick, Ala dos Namorados, oder der Supergroup Rio Grande bekannt, und produzierte andere Künstler, darunter Mafalda Arnauth und Janita Salomé. Manuel Faria wurde Musikproduzent, u. a. für Mafalda Veiga, Entre Aspas und Da Weasel, neben Arbeiten für das Theater oder auch für Sérgio Godinho. Luís Represas schlug eine erfolgreiche Solo-Karriere ein.

### Seit 1999
Auf Einladung des Staatspräsidenten Jorge Sampaio trat die Band 1999 nochmals auf, anlässlich der Feierlichkeiten zum 25. Jahrestag der Nelkenrevolution. Ihr Konzert wurde im öffentlich-rechtlichen Fernsehen RTP übertragen und erschien als Doppelalbum, unter dem Titel Uma Noite Só (dt.: Nur eine Nacht). Sie traten erneut am 12. Oktober 2006 im Campo Pequeno auf, und am 22. Mai 2010 beim Rock in Rio, in Lissabon. Am 3. September 2011 spielten sie zum 35. Bandjubiläum wieder auf der Festa do Avante!, wie bei ihrem ersten Auftritt 1976. Auch wenn die Musiker eine Wiederbelebung der Band nicht ausschließen, gilt sie doch weiterhin als aufgelöst, trotz ihrer seltenen Konzerte zu besonderen Anlässen.
Die Band ist bis heute bekannt in Portugal. Ihr 2010 veröffentlichtes Best-of-Album kam dort in die Verkaufscharts.

## Diskografie
Alben
- 1977: Chão Nosso
- 1978: Em Nome da Vida
- 1981: Baile no Bosque
- 1983: Cais das Colinas
- 1984: 84
- 1986: Sepes
- 1987: Terra Firme
- 1988: Ao Vivo no Campo Pequeno (Live)
- 1990: Um Destes Dias
- 1991: Saudades do Futuro – O Melhor dos Trovante (Best of)
- 1997: Saudade – Colecção Caravela (Best of)
- 1999: Uma Noite Só (Live)
- 2003: Aula Magna (Liveaufnahme von 1983)
- 2004: Perdidamente – Colecção Caravelas (Best of)
- 2004: 125 Azul – Colecção Caravelas (Best of)
- 2010: O Melhor de Trovante (Best of)